# Lőrinci
Lőrinci là một thành phố thuộc hạt Heves, Hungary. Thành phố này có diện tích 23,53 km², dân số năm 2010 là 6079 người, mật độ 258 người/km².